# Algol (film)
Algol (o Algol - Tragödie der Macht) è un film muto del 1920 diretto da Hans Werckmeister. È un melodramma fantascientifico espressionista tedesco ispirato al mito di Faust.

## Trama
Un fenomeno celeste, consistente in una stella che si oscura ogni tre giorni per poi tornare a risplendere, era già noto agli astronomi dell’antichità con il nome arabo di Algol, “l’occhio del diavolo”.
Un giorno un aiutante di nome Algol viene assegnato alla supervisione del minatore Robert Herne, e gli rivela un metodo per catturare senza fatica, tramite un macchinario, l’energia proveniente dalla stella omonima. Dopo un anno di applicazione Robert è in grado di lasciare il proprio lavoro presso le miniere di Leonore Nissen e di inaugurare la propria impresa, il cui funzionamento egli mantiene altamente segreto, e che in breve tempo si rivela capace di fornire energia non solo al proprio paese, con le cui autorità statali egli stipula accordi, ma a gran parte del resto del mondo.
Tuttavia i paesi a cui Robert fornisce energia finiscono coll’essere totalmente asserviti alla potenza di Herne, per ripagare le forniture del quale devono sottostare ad impegni lavorativi oltremodo pesanti ed innaturali: in particolare, nel paese confinante si è rifugiata Maria, ex-fidanzata di Robert, che lo ha lasciato in quanto profondamente contraria alla sua nuova sinistra attività imprenditoriale, e si è unita all’amico di famiglia Peter, dal quale, prima della sua morte, ha avuto un figlio, pure di nome Peter.
Robert invece ha sposato la sua ex-datrice di lavoro, Leonore, dalla quale ha avuto due figli: Reginald, futuro erede della potente impresa paterna, e Magda.
In seguito a ripetuti infortuni sul lavoro, e constatato l’aspetto tirannico del potere di Robert, Peter (figlio) si reca da Herne per cercare di convincerlo a spartire gratuitamente con il mondo la sua inesauribile e gratuita fonte di energia: qui egli guadagna alla propria causa Magda, che va a vivere nel paese di Peter come sua compagna.
Nel frattempo presso Robert Herne e la moglie la situazione si fa vieppiù difficile, considerando anche il fatto che Reginald è stato completamente irretito dalla fidanzata Yella Ward, il cui unico scopo è impadronirsi del potere del futuro suocero. Leonore, in preda allo stress, muore, e Robert invecchia precocemente e si ammala.
Mentre la stessa Maria, sfruttando l’ascendente che ha sempre avuto presso l’ex-fidanzato, si reca da Robert per cercare di ridurlo a miti consigli, Reginald ed i suoi sodali, convinti, data l’estrema debolezza in cui versa Herne, di riuscire in fretta a soppiantare l’anziano padre, indicono un intrattenimento per festeggiare quello che credono essere l’imminente passaggio dei poteri.
Durante la festa tuttavia il debilitato Robert si introduce nella sala segreta dell’azienda, dove si trova il macchinario produttore di energia, e lo distrugge, trovandovi la morte.

## Produzione
Il film fu prodotto dalla Deutsche Lichtbild-Gesellschaft e.V. (DLG) (Berlino).

## Distribuzione
Distribuito dalla Deutsche Lichtbild-Gesellschaft e.V. (DLG), uscì nelle sale cinematografiche tedesche dopo essere stato presentato in prima all'U.T. Kurfürstendamm di Berlino il 3 settembre 1920.

## Critica
Werckmeister racconta una favola amara sulla miseria dell'uomo ed intreccia i temi del melodramma con quelli del mito di Faust presentandoli sullo schermo nel suggestivo linguaggio dell'espressionismo. Sebbene poco noto e quasi dimenticato, il film ha goduto dell'apprezzamento della critica colta che lo ha più volte avvicinato, per soluzioni stilistiche e ricchezza formale, al celebre Gabinetto del dottor Caligari.»
(Fantafilm)